# Charleston (Tennessee)
Charleston – miasto w Stanach Zjednoczonych, w stanie Tennessee, w hrabstwie Bradley.